# Vleeskalf

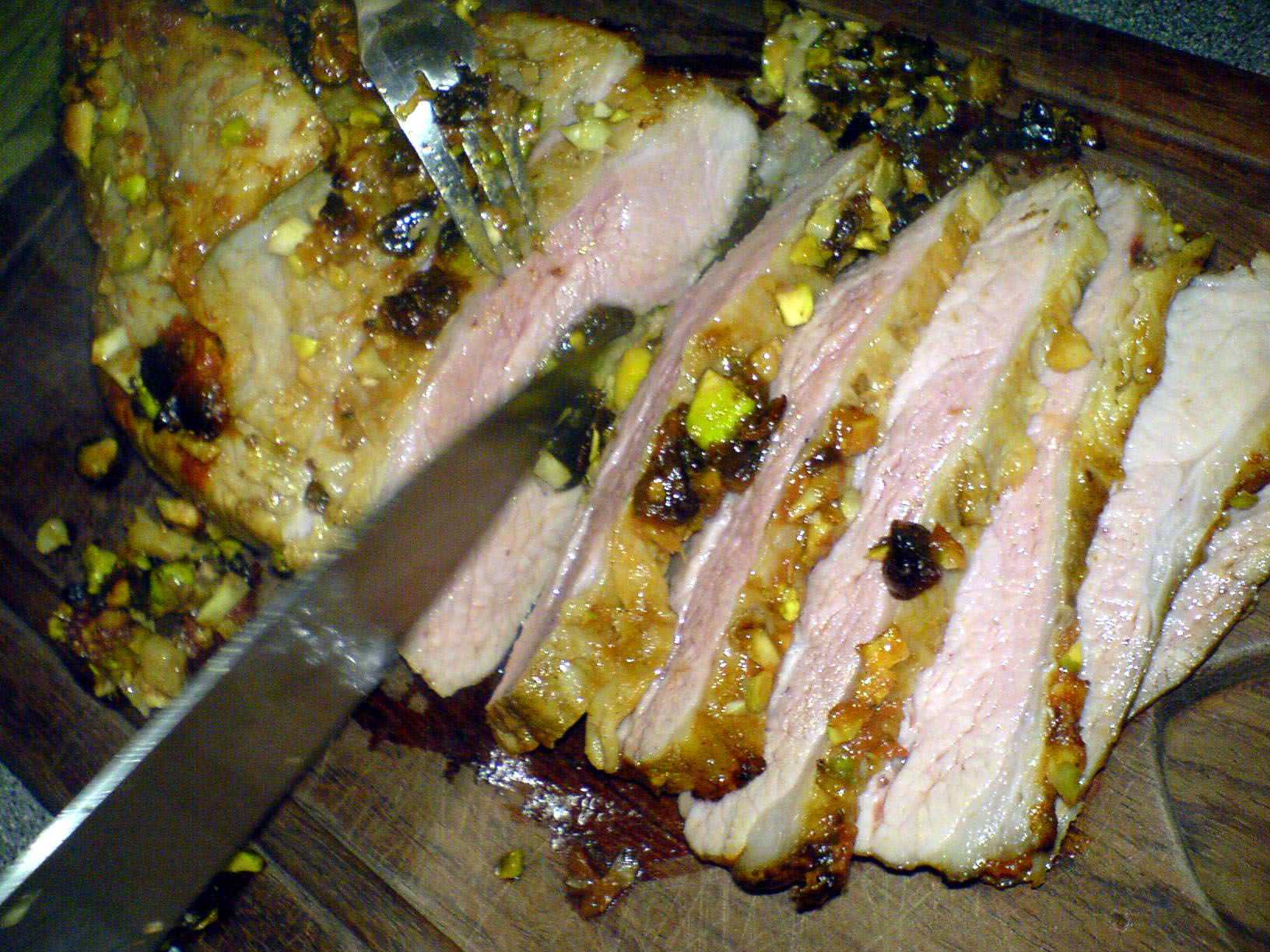
Gebraad van kalfsvlees

Met een vleeskalf wordt een kalf bedoeld dat op jonge leeftijd in een stal op een vleeskalverhouderij terechtkomt, om daar in een periode van tussen de zeven en acht maanden te worden (vet)gemest ten behoeve van de productie van kalfsvlees.

## Bijeenbrengen van vleeskalveren
Vleeskalveren worden meestal bij melkveehouderijen opgehaald en naar verzamelplaatsen gebracht, om daar gesorteerd en gegroepeerd te worden. Dit gebeurt op leeftijd, op gewicht en op groeitype. Voor de boer is het namelijk belangrijk om een groep kalveren, een koppel, zo veel mogelijk uniform (homogeen) te houden. Na het sorteren worden de kalveren per veewagen op transport gezet. Behalve in Nederland geboren kalfjes, komen veel kalveren die voor het vlees gemest zullen worden per veetransport uit Duitsland en andere Europese landen zoals Tsjechië, Polen, Ierland en Letland. Meestal gaan de kalveren meteen naar het bedrijf waar zij de gehele mestperiode zullen verblijven, maar soms worden zij tussentijds nog een keer verplaatst.
Boeren krijgen een boete wanneer zij het jonge kalf te vroeg van hun bedrijf laten ophalen. Wettelijk is bepaald dat een kalf de eerste veertien dagen van zijn/haar leven op het bedrijf moet blijven waar hij/zij geboren is. Het kalf blijft na de geboorte meestal niet bij de moeder staan maar wordt direct afgezonderd en krijgt moedermelk via een speen toegediend. Dit afzonderen heeft behalve efficiënte bedrijfsvoering ook een hygiënisch voordeel: men plaatst het kalf in een schone omgeving om zo diarree te voorkomen omdat die tot uitdroging en verlies van het nog kwetsbare dier zou kunnen leiden.
Het merendeel van de vleeskalveren is stier, maar er zijn ook vaarzen onder. Het is niet mogelijk om elk geboren vrouwelijk kalf in dienst van de melkveehouderij te houden omdat het aantal dieren daar aan een maximum gebonden is. Daarnaast groeit niet elke vaars uit tot een geschikte melkkoe.
De kalveren die naar een vleeskalverhouderij gaan, hebben allemaal dezelfde leeftijd. Na transport worden ze als zogeheten nuchtere kalveren op de stal geplaatst. De eerste periode heet de opfok. Aan het eind van deze eerste periode kan het zijn dat de kalveren naar een andere boer vervoerd worden, om daar verder te gaan met de afmest. Aan het eind van deze mestperiode gaan ze als vette kalveren op transport naar een slachthuis. Vet betekent: zoveel gewicht als binnen de mestperiode maximaal haalbaar is. Kalveren in de blankvleessector staan maximaal zes maanden op stal, voor de dieren in de rosévleessector is dat maximaal acht maanden.

## Huisvesting
Een vleeskalverhouderij is een boerenbedrijf met stallen waarin de kalveren verblijven in groepen van zes tot tien dieren tot ze slachtrijp zijn. Het is een vorm van groepshuisvesting. De stallen dienen volgens wettelijke voorschriften te worden geventileerd en er moet daglicht naar binnen komen. In één stal kunnen soms meer dan honderd groepen bij elkaar staan.

### Box
Wanneer de kalveren van twee weken oud op het bedrijf aankomen, worden zij eerst elk apart naast elkaar geplaatst, gescheiden door roestvrijstalen hekken, met de kop richting voedergang. Jonge kalveren moeten eerst leren om melk uit een voederbak te drinken in plaats van uit hun moeders uier. Daarnaast hebben zij de eerste periode door hun nog volop aanwezige zuigreflex de neiging elkaars urine te drinken. Dit is ongezond voor het kalf, omdat het daarna weinig trek meer heeft in melk. Hierdoor mist het belangrijke voedingsstoffen en kan het ziek worden. De kalverhouder heeft door het apart houden van de dieren ook beter zicht op de kalveren. Men kan op deze manier gemakkelijk in de gaten houden of elk kalf goed drinkt. Zwakkere of zieke kalveren worden eerder herkend en hier kan dan ook eerder op ingegrepen worden.
Dit eerste verblijf noemt men een box. Vroeger was het gewoon dat het kalf tot op de laatste dag in zo'n box bleef staan. De boxen bestonden toen uit houten schotten, een vleeskalf werd daarom een kistkalf genoemd. Door het ontbreken van bewegingsruimte was het opgroeien van de in de kist staande kalveren een lijdensweg waarbij de met veel krachtvoer opgefokte dieren een gewicht van over de 200 kilo konden bereiken.

### Groepssysteem
Hierbij worden kalveren in groepen gehouden, tot aan de slacht blijven de dieren in dezelfde groep. Het voeren gebeurt vaak computergestuurd. Elk dier krijgt dan zijn eigen portie melk per dag, het kalf kan zelf bepalen wanneer het wil drinken. Aan de hand van computeruitdraaien kan de kalverhouder in de gaten houden wat het drinkgedrag van een kalf is. Er is gewoonlijk daglicht in de stal en zijn er speelattributen zoals fopspenen, schuurborstel en skippyballen.

### Verbod afzondering
Een grotere bewustwording bij de consument, mede aangewakkerd door organisaties zoals de Dierenbescherming en de stichting Wakker Dier, heeft er in Nederland toe bijgedragen dat het welzijn van vleeskalveren sinds de jaren 1990 is toegenomen. Sinds 2004 is door de Europese Unie voorgeschreven dat kalveren voor hun negende week in groepen moeten worden geplaatst. Meestal worden ze al eerder losgelaten uit hun box. Slechts wanneer een kalf ziek blijkt te zijn, mag het nog worden afgezonderd, om het apart te kunnen behandelen. In Groot-Brittannië is het houden van kalveren in een afzonderingsbox reeds sinds 1990 verboden. In 2023 raadde de Europese Autoriteit voor Voedselveiligheid aan kalveren niet af te zonderen en ze na de geboorte minstens een dag bij de moeder te laten.

## Voer
Vleeskalveren worden dagelijks gevoerd met kalvermelk en krijgen daarnaast een mengsel van vezelhoudend ruwvoer: (snij)maïs, granen, brokken of kortgesneden stro. De melk en het ruwvoer vullen elkaar aan, het menu is gericht op een goede en snelle groei. Omdat kalveren runderen zijn en dus herkauwers, is een goede werking van de pens belangrijk; deze wordt gestimuleerd door al jong bijvoorbeeld wat luzerne aan het dier te geven. Na een voedering moet een kalf naar zijn natuur in staat worden gesteld het ruwvoer liggend te herkauwen. De verhoudingen en de hoeveelheden verstrekt voer per dag worden bepaald aan de hand van standaard voederschema's. De kalveren zelf bepalen echter hoeveel ze eten en drinken; hun voerverbruik wordt dagelijks gemonitord en indien nodig, aangepast. Men probeert alle kalveren zo veel mogelijk op een gelijk eet- en groeiniveau te krijgen en te houden.
Kalvermelk is een kunstmelk die in een fabriek geproduceerd wordt. Belangrijkste grondstoffen voor de productie van kalvermelk zijn mager melkpoeder en/of weipoeder, aangevuld met vetten, vitaminen en overige nuttige voedingsstoffen. De kalvermelk wordt in water (circa 68 °C.) opgelost en warm (minstens 40 °C.) gevoerd. In kalvermelk zit een gecontroleerde hoeveelheid ijzer, afhankelijk van welk type vlees men uiteindelijk wil produceren. Er zijn twee hoofdtypen: blank kalfsvlees en rosé kalfsvlees. Blank versus rosé als kleurtypering kan misleidend zijn; blank kalfsvlees hoeft niet per se een blankere kleur te hebben; blank kalfsvlees is heel zacht en mals van structuur. Zo'n 95% van de in Nederland geproduceerde vleeskalveren is bestemd voor de markt buiten Nederland. Veel Europese consumenten eisen kalfsvlees dat zo blank en mals mogelijk is. Rosé vlees is ook niet per se roder van kleur maar heeft een iets steviger structuur. Naast de gespecialiseerde blankvleesmesterijen bestaan er dan ook zogeheten rosémesterijen.
Een goed afgewogen toediening van ijzer is van groot belang tijdens de hele mestperiode; om het blanke/zachte kalfsvlees te kunnen produceren, wordt het hemoglobine- of hb-gehalte laag gehouden. De kalveren mogen echter geen bloedarmoede krijgen, waardoor ze hun vitaliteit zouden verliezen. Daarom wordt per kalf een of twee keer in de productieperiode bloed afgenomen om het hb-gehalte te controleren. Kalveren die een te laag hb-gehalte hebben (minder dan de Europees vastgelegde 4,5 mmol per liter bloed), krijgen via een injectie ijzer toegediend. Een hb-gehalte van 6,0 is volgens de Dierenbescherming wenselijk.

### Controle
De Stichting Kwaliteitsgarantie Vleeskalversector (SKV) controleert alle vleeskalverbedrijven, om te waarborgen dat kalveren geen door de overheid verboden stoffen (groeibevorderaar, antibiotica en hormonen) krijgen.

## Productie in Nederland
Omdat er wereldwijd veel vraag bestaat naar kalfsvlees is het voor de Nederlandse veehouderij, met haar grote melk- en kaasproductie, en daardoor grote aantal kalvergeboortes per jaar, een economisch aantrekkelijke handel. Daarom is er een uitermate efficiënte infrastructuur ontwikkeld om aan de vraag te kunnen voldoen. Er worden indien de markt dat wenst ook nuchtere kalveren uit bijvoorbeeld Ierland geïmporteerd. Bijna alle in Nederland afgemeste vleeskalveren worden na slacht geëxporteerd. Belangrijke exportlanden zijn Italië, Frankrijk en Duitsland. In Nederland wordt kalfsvlees relatief weinig gegeten.

### Ten tijde van de coronacrisis (Covid-19)
Aan het produceren van vleeskalveren ligt een planning van ruim een halfjaar ten grondslag. Veel afnemers zijn restaurants en hotels in het buitenland. Begin 2020 werd als gevolg van de coronacrisis in veel Europese landen de horeca gesloten. De gevolgen daarvan waren direct merkbaar binnen de Nederlandse kalfsvleessector. De markt voor kalfsvlees zakte totaal ineen. Dit had tot gevolg dat de geslachte dieren zich in  koel- en vrieshuizen ophoopten, die daardoor snel vol raakten. De kalversector heeft geprobeerd om het aanbod te temperen door door de mestduur te verlengen en door stallen langer te laten leegstaan. Er werden per stal niet per se minder kalveren opgekweekt; het aanbod van jonggeboren kalveren vanuit de melkveesector nam nauwelijks af omdat de vraag naar melkproducten op peil bleef.

## Kritiek vanuit de samenleving
Het massaal geforceerd in korte tijd grootbrengen van kalveren voor de slacht stuit op kritiek van vanuit de samenleving. Dit vanwege de leeftijd - vaak acht maanden - waarop de dieren gedood worden en leefomstandigheden waaronder deze kalveren gehouden worden. De overheid en de kalfsvleessector hebben, mede naar aanleiding van kritische geluiden, geprobeerd de conditie waarin de dieren worden gehouden te verbeteren. Zo is het houden van kalveren in kisten niet meer toegestaan, dient het gebruik van antibiotica zoveel mogelijk te worden beperkt, en is toediening van groeihormonen verboden. Onder druk van Europese regelgeving is er in de loop van de jaren meer licht en ruimte gekomen in de stallen, groepshuisvesting, goede monitoring op de vitaliteit van de kalveren, zowel door voederspecialisten als door dierenartsen. Er worden strengere eisen aan het vervoer van jonge kalveren gesteld en er is een rustige en stressloze afvoer van de dieren richting slachterij voorgeschreven. De kalfsvleessector heeft, met promotiecampagnes en reclamespotjes op de televisie, geprobeerd haar imago bij de consument te verbeteren. De 'Stichting Promotie Kalfsvlees' deelde in 2019 mede dat het kalf haar zielige imago toen kwijt was.